# Nationaler Kirchenrat
Ein Nationaler Kirchenrat (engl. National Council of Churches, NCC) ist eine ökumenische Organisation, in der die Kirchen eines Landes auf nationaler Ebene zusammenarbeiten. Selbstverständnis und Aufgaben eines Nationalen Kirchenrates können sehr unterschiedlich sein. Meist gehören die gemeinsame Vertretung gegenüber staatlichen Behörden und die Koordination nationaler Beteiligung an der internationalen Ökumene dazu.
Nationale Kirchenräte können beim Ökumenischen Rat der Kirchen und bei manchen Regionalen Ökumenischen Organisationen den Status einer assoziierten Organisation bekommen.
In manchen Nationalen Kirchenräten sind auch Kirchen Mitglied, die im Ökumenischen Rat der Kirchen oder in ihrer Regionalen Ökumenischen Organisation nicht als Mitglieder beteiligt sind. Für die Konferenz Europäischer Kirchen ist die Mitarbeit in der lokalen und nationalen Ökumene, die sich unter anderem in der Mitgliedschaft in einem Nationalen Kirchenrat ausdrücken kann, Kriterium bei der Prüfung von Aufnahmeanträgen neuer Kirchen.
Nationale Kirchenräte im deutschsprachigen Raum sind:
- Arbeitsgemeinschaft Christlicher Kirchen in Deutschland
- Arbeitsgemeinschaft christlicher Kirchen in der Schweiz
- Ökumenischer Rat der Kirchen in Österreich